# Cataulacus anthracinus
Cataulacus anthracinus é uma espécie de formiga do gênero Cataulacus, pertencente à subfamília Myrmicinae.